# 데어데블
데어데블(Daredevil)은 마블 코믹스의 슈퍼히어로이다. 본명은 매튜 마이클 머독(Matthew Michael Murdock) 또는 맷 머독(Matt Murdock), 통칭 '두려움을 모르는 사나이(The Man without Fear). 뉴욕의 헬스키친을 중심으로, 붉은 슈트와 헬멧을 착용하고 범죄자를 소탕한다. 퍼니셔와는 다르게 살인에 대한 철학이 있으며, 그 철학을 지키기 위해 내적인 면에서 사투하는 면도 보여준다. 원래의 직업은 변호사로, 컬럼비아 로스쿨을 수석으로 졸업했다. 어린 시절 맷은 트럭에 치일 뻔한 시각 장애인을 밀쳐내 구하려다 뒤이어 오던 트럭과 충돌해 트럭에 실려 있던 방사성 물질이 얼굴에 튀어 두 눈을 실명하게 된다. 사고 이후 시각 외에 나머지 감각(청각, 후각, 촉각)이 초인적 수준으로 예민해지게 되어 눈이 보이지 않아도 레이더처럼 주변 환경의 윤곽을 감지할 수 있게 되었다. 스틱이란 노인으로부터 닌자 계열의 무술을 훈련받는다.
또한 주 무기로는 이원합일 단봉을 사용하며 뉴욕의 대표 악당인 킹핀과 대립을 이룬다.
2003년작 영화 《데어데블》에서는 벤 애플렉이 주인공 데어데블을 연기했다. 2015년 첫 방영된 넷플릭스 드라마 《데어데블》에서는 찰리 콕스가 데어데블을 맡았다.

## 담당 배우

### TV 드라마
- 데어데블(2015) - 찰리 콕스
  - 디펜더스(2017) - 찰리 콕스
- 데어데블: 본 어게인(2024) - 찰리 콕스

### 영화
- 인크레더블 헐크의 재판(1989) - 렉스 스미스
- 데어데블(2003) - 벤 애플렉
  - 엘렉트라(2005) - 벤 애플렉(삭제장면)

## 담당 성우

### TV 애니메이션
- 스파이더맨과 그의 놀라운 친구들(1981) - 프랭크 웰커
- 스파이더맨(1994) - 에드워드 앨버트
- 판타스틱 포(1994) - 빌 스미트로비치
- 스펙태큘러 스파이더맨(2008) - 제프 베넷(잭슨 "몬태나" 브라이스)
- 얼티밋 스파이더맨(2012) - 트로이 베이커

### 비디오 게임
- 스파이더맨(2000) - 디 브래들리 베이커
- 마블 네메시스(2005) - 데이비드 케이
- 퍼니셔(2005) - 스티븐 블룸
- 마블 얼티밋 얼라이언스(2006) - 캠 클라크
- 마블 얼티밋 얼라이언스 2(2009) - 브라이언 블룸
- 마블 슈퍼 히어로 스쿼드 온라인(2010) - 브라이언 블룸
- 마블 히어로즈(2013) - 브라이언 블룸
- 레고 마블 슈퍼 히어로즈(2013) - 스티븐 블룸
  - 레고 마블 어벤저스(2016) - 로저 크레이그 스미스
- 마블 어벤저스 아카데미(2016) - 맷 엘리스

## 같이 보기
- 반향 위치 측정